# 데이시 내친왕 (1606년)
테이시 내친왕(일본어: 貞子内親王 ていしないしんのう[*])은 에도 시대의 황족이자 공가이다. 섭정 니죠 야스미치의 키타노만도코로이다. 아명은 하야노미야(逸宮)이다.
겐나 9년 (1623년) 11월 24일에 결혼식을 올렸다. 바이샤쿠닌은 태합 타카츠카사 노부후사 부부였다.
엔포 3년 (1675년), 70살의 나이로 사망했다. 니손인에 묻혔다. 계명은 정료원궁(貞了院宮)이다.

## 일족
- 아버지 : 고요제이 천황
- 어머니 : 코노에 사키코
- 남편 : 니죠 야스미치
  - 아들 : 니죠 미츠히라